# Choeur de Chambre de Namur
El Choeur de Chambre de Namur (en español: Coro de cámara de Namur) es una agrupación coral belga con sede en Namur, que fue fundada en 1987 por el "Centre de Chant Choral de la Communauté française de Belgique" (Centro de Canto Coral de la Comunidad Francófona de Bélgica). Desde 2010 su director artístico es Leonardo García Alarcón y el director del conjunto instrumental es Guy Van Waas.

## Historia
El coro ha trabajado con muchos directores invitados como Eric Ericson, Marc Minkowski, Pierre Cao, Jean-Claude Malgoire, Simon Halsey, Sigiswald Kuijken, Jean Tubéry, Pierre Bartholomée, Patrick Davin, Roy Goodman, Michael Schneider, Philippe Pierlot, Philippe Herreweghe, Peter Phillips, Jordi Savall, Christophe Rousset y Eduardo López Banzo. 

## Les Agrémens
El coro cuenta con un ensamble instrumental barroco, Les Agrémens que trabaja exclusivamente bajo la dirección de directores invitados o el director titular actual Guy Van Waas. Según Wangermée «Les Agrémens (Orquesta Barroca de Namur) fue diseñada originalmente como un complemento esencial para el coro... Trabaja exclusivamente en sesiones dirigidas por directores invitados o director principal, Guy Van Waas.»

## Discografía selecta
La agrupación ha realizado, entre otras, las siguientes grabaciones:
- 1993 – Haendel: El Mesías. La Grande Écurie et la Chambre du Roy, Jean-Claude Malgoire. (Naïve, 8509).
- 2000 – Charpentier: Messe en la mémoire d'un Prince (Messe pour les Trépassés H.2). La Fenice, Jean Tubéry.
- 2000 – Caldara: Stabat Mater, Magnificat et Missa Dolorosa. Les Agrémens, Wieland Kuijken.
- 2000 – Du Mont: Grands Motets. Ricercar Consort, Philippe Pierlot.
- 2005 – Charpentier: Te Deum. La Fenice, Jean Tubéry.
- 2006 – J. S. Bach: Cantates de noel. Les Agrémens, Jean Tubéry. (Ricercar RIC 257)
- 2006 – De Sayve: Messe pour le Sacre de l'empereur Matthias. La Fenice, Jean Tubéry. (Ricercar RIC 266)
- 2007 – Pachelbel: Christ lag in Todesbanden. Les Agrémens, Jean Tubéry. (Ricercar RIC 255)
- 2007 – Le Llibre Vermell de l'abbaye de Montserrat. Millenarium, Psallentes, Les Pastoureaux, Christophe Deslignes. (Ricercar RIC 260)
- 2008 – Rogier: Missa Domine Dominus noster / Romero: Missa bonæ voluntatis. La Fénice, Jean Tubéry. (Ricercar RIC 271)
- 2009 – Du Mont: Cantica Sacra. Bruno Boterf.
- 2010 – Haendel: Judas Macabeo. Leonardo García-Alarcón.
- 2011 – Falvetti: Il Diluvio universale. Leonardo García-Alarcón.
- 2011 – Œuvres de Giovanni Giorgi. Leonardo García-Alarcón.
- 2011 – Vepres de Vivaldi. Leonardo García-Alarcón.